# ピッツィカ

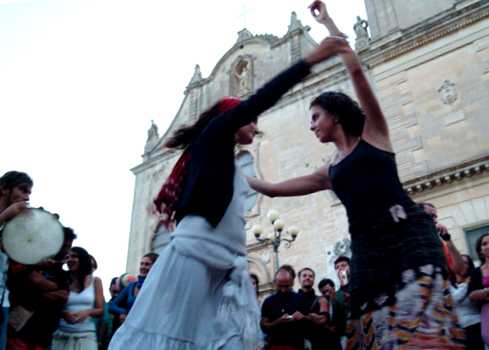
ピッツィカ

ピッツィカ（pizzica）は、イタリア共和国プーリア州のサレント地方に伝わる伝統的な踊りで、男性と女性がペアを組み踊る。
これは昔サレント地方に住んでいた毒グモに女性が刺された際、毒が抜くために踊り続けたことが由来とされている。また男性が気になる女性を口説くために畑の中でする踊りであったともされている。とは言え基本的ルールとしては体の接触のない踊りである。